# اس‌ام‌اس پیلو
اس‌ام‌اس پیلو (به انگلیسی: SMS Pillau) یک کشتی بود که طول آن ۱۳۵٫۳ متر (۴۴۴ فوت) بود. این کشتی در سال ۱۹۱۴ ساخته شد.